# 4 U
4 U (estilização de For You) é o primeiro extended play (EP) do cantor australiano Cody Simpson. O álbum foi lançado em 21 de dezembro de 2010, pela Atlantic Records.

## Faixas
| N.º | Título                     | Producer(s)    | Duração |  |
| 1.  | "Round of Applause"        | Shawn Campbell | 3:31    |  |
| 2.  | "iYiYi"                    | DJ Frank E     | 3:55    |  |
| 3.  | "All Day"                  | Shawn Campbell | 3:07    |  |
| 4.  | "Don't Cry Your Heart Out" | Lucas Secon    | 3:49    |  |
| 5.  | "iYiYi"                    | DJ Frank E     | 3:14    |  |

## Desempenho nas paradas de sucessos
| Parada (2010/2011)                 | Melhor posição |
| ---------------------------------- | -------------- |
| Estados Unidos - Top Heatseekers · | 4              |